# 劉禕之
劉 禕之（りゅう いし、631年 - 687年）は、唐代の官僚・政治家・文学者。字は希美。本貫は常州晋陵県。

## 経歴
劉子翼の子として生まれた。若くして孟利貞・高智周・郭正一とともに文才で知られ、当時の人に「劉・孟・高・郭」と併称された。ほどなく孟利貞らとともに昭文館に宿直した。上元年間、左史・弘文館直学士に転じ、元万頃・范履冰・苗楚客・周思茂・韓楚賓らとともに禁中に召し入れられ、『列女伝』・『臣軌』・『百僚新誡』・『楽書』の編纂事業にあたった。ときに朝政の決定にも参与し、宰相の権限も分与され、当時の人に「北門学士」と称された。
儀鳳2年（677年）、禕之は朝議大夫・中書侍郎に転じ、豫王府司馬を兼ねた。ほどなく中大夫の位を加えられた。禕之には宮中で内職をしている姉がおり、武則天の命を受けて栄国夫人を看病していたが、禕之がひそかにその様子をうかがい見てしまい、罪に問われて巂州に配流された。数年を経て、武則天が高宗に願い出て召還させ、禕之は中書舎人に任じられた。相王府司馬に転じ、さらに検校中書侍郎に転じた。禕之は家にあっては親に孝行で、兄弟を愛し、俸禄を得るごとに親族に分配したので、このため高宗に重んじられた。弘道元年（683年）、武則天が臨朝称制すると、禕之は信任された。文明元年（684年）、豫王李輪が即位するにあたって、禕之はその謀に参与し、中書侍郎・同中書門下三品（宰相）に抜擢され、臨淮県男の爵位を受けた。このころ軍事国政に懸案が多く、詔勅の文章はひとり禕之の手になるものであった。官名が改められると、禕之は鳳閣侍郎・同鳳閣鸞台三品となった。
ときに司門員外郎の房先敏が罪を得て、衛州司馬に左遷され、宰相を訪れて訴えた。内史の騫味道は「これ皇太后の処分なり」といって門前払いしたが、禕之は「連座による改官は、臣下の奏請に従うのが通例です」といった。武則天はこれを聞いて、騫味道を青州刺史に左遷し、禕之に太中大夫の位を加えさせた。
のちに禕之は鳳閣舎人の賈大隠に対して武則天の臨朝称制に不満を漏らした。賈大隠がその言を密奏すると、武則天は喜ばなかった。垂拱3年（687年）、ある人が禕之は契丹の孫万栄から金を受け取り、許敬宗の妾と私通したと誣告した。武則天は粛州刺史の王本立に命じてその事案を調べさせた。王本立が宣勅を禕之に示すと、禕之は「鳳閣鸞台を経ていないのに、誰が勅命を出したのか」といった。武則天は激怒して、禕之に対して制使を送って、家で死を賜った。享年は57。景雲元年（710年）、睿宗が復位すると、禕之は名誉を回復されて、中書令の位を追贈された。著書に『文貞公故事』6巻・『英国貞武公故事』4巻・『劉禕之集』70巻があった。

## 伝記資料
- 『旧唐書』巻87 列伝第37
- 『新唐書』巻117 列伝第42